# 2017 DP121
2017 DP121 est un objet transneptunien encore mal connu, de magnitude absolue 7,2 son diamètre est estimé à environ 131 km, il est actuellement situé à plus de deux fois la distance de Neptune.